# Vuelta al Táchira 2021
Vuelta al Táchira 2021 – 56. edycja wyścigu kolarskiego Vuelta al Táchira, która odbyła się w dniach od 17 do 24 stycznia 2021 na liczącej ponad 891 kilometrów trasie prowadzającej po wenezuelskim stanie Táchira i składającej się z 8 etapów. Impreza kategorii 2.2 należała do cyklu UCI America Tour 2021.

## Etapy
| Etap | Data   | Start – Meta                   | type                       | Dystans (km) | Zwycięzca etapu  | Lider            |
| ---- | ------ | ------------------------------ | -------------------------- | ------------ | ---------------- | ---------------- |
| 1    | 17 sty | Lobatera – El Vigía            | płaski                     | 131,9        | Matteo Malucelli | Matteo Malucelli |
| 2    | 18 sty | Ejido – Lagunillas             | górzysty                   | 101,8        | Roniel Campos    | Roniel Campos    |
| 3    | 19 sty | Zea – La Grita                 | górski                     | 125,8        | Roniel Campos    | Roniel Campos    |
| 4    | 20 sty | Táriba – San Cristóbal         | jazda indywidualna na czas | 18,9         | Óscar Sevilla    | Óscar Sevilla    |
| 5    | 21 sty | La Pedrera – Pregonero         | górski                     | 147,9        | Roniel Campos    | Roniel Campos    |
| 6    | 22 sty | Santo Domingo – Casa del Padre | górski                     | 148          | Anderson Paredes | Roniel Campos    |
| 7    | 23 sty | Bramon – Monumento Cristo Rey  | górski                     | 125,9        | José Alarcón     | Roniel Campos    |
| 8    | 24 sty | San Cristóbal – San Cristóbal  | górzysty                   | 99,5         | Simon Pellaud    | Roniel Campos    |

## Drużyny
| ProTeams (2)- Androni Giocattoli-Sidermec - Bardiani CSF Faizanè Continental teams (2)- Medellín - Best PC Ecuador Reprezentacje (3)- Wenezuela - Panama - Gwatemala Amatorskie zespoły kolarskie (2)- Idea-Antioqueño-Lotería de Medellín - Herrera Sport-Ropa Deportiva Regionalne i klubowe drużyny (18)- Team Atlético Venezuela - Lalo Trujillo Indet - Team Saavedra-Gelvez-Indeporte - Club Guasa Bike Ecoplas - Osorio Group City Bikes Quit - Agrofan Triple Táchira Seminaca - Ultrabike Specialized - Deportivo Táchira - Super Ahorro - Revivir Gobierno DC Yokosuna Gourmet - Tierra Tachirense-Andino Ofertazo - JS Cycling - Venezuela País de Futuro-Fina Arroz - Guerreros Arduvi Betel - El Andinito-Concafé-Lotería Táchira - Pamplona Osuna Sanki - Fina Arroz-MU Training - 9 Vit Osorio-GW - Gespron Fundación Valle |
| |

## Wyniki etapów

### Etap 1
| Lobatera - El Vigía | płaski | (131,9 km) |

| \| Klasyfikacja etapu \| Klasyfikacja etapu \| Klasyfikacja etapu \| Klasyfikacja etapu \| Klasyfikacja etapu \| \| Kolarz \| Kolarz \| Państwo \| Drużyna \| Czas \| \| ------------------ \| ------------------- \| ------------------ \| ----------------------------------- \| ------------------ \| \| 1. \| Matteo Malucelli \| Włochy \| Androni Giocattoli-Sidermec \| 2h 51' 35" \| \| 2. \| Johan Colón \| Kolumbia \| Idea-Antioqueño-Lotería de Medellín \| + 0" \| \| 3. \| Nicolas Dalla Valle \| Włochy \| Bardiani CSF Faizanè \| + 0" \| |                     |          |                                     |            |
| |                     |          |                                     |            |
| Źródło: ProCyclingStats |                     |          |                                     |            |
| Klasyfikacja etapu |                     |          |                                     |            |
| Kolarz | Kolarz              | Państwo  | Drużyna                             | Czas       |
| 1. | Matteo Malucelli    | Włochy   | Androni Giocattoli-Sidermec         | 2h 51' 35" |
| 2. | Johan Colón         | Kolumbia | Idea-Antioqueño-Lotería de Medellín | + 0"       |
| 3. | Nicolas Dalla Valle | Włochy   | Bardiani CSF Faizanè                | + 0"       |

| \| Klasyfikacja generalna \| Klasyfikacja generalna \| Klasyfikacja generalna \| Klasyfikacja generalna \| Klasyfikacja generalna \| \| Kolarz \| Kolarz \| Państwo \| Drużyna \| Czas \| \| ---------------------- \| ---------------------- \| ---------------------- \| ----------------------------------- \| ---------------------- \| \| 1. \| Matteo Malucelli \| Włochy \| Androni Giocattoli-Sidermec \| 2h 51' 25" \| \| 2. \| Johan Colón \| Kolumbia \| Idea-Antioqueño-Lotería de Medellín \| + 4" \| \| 3. \| Nicolas Dalla Valle \| Włochy \| Bardiani CSF Faizanè \| + 6" \| |                     |          |                                     |            |
| |                     |          |                                     |            |
| Źródło: ProCyclingStats |                     |          |                                     |            |
| Klasyfikacja generalna |                     |          |                                     |            |
| Kolarz | Kolarz              | Państwo  | Drużyna                             | Czas       |
| 1. | Matteo Malucelli    | Włochy   | Androni Giocattoli-Sidermec         | 2h 51' 25" |
| 2. | Johan Colón         | Kolumbia | Idea-Antioqueño-Lotería de Medellín | + 4"       |
| 3. | Nicolas Dalla Valle | Włochy   | Bardiani CSF Faizanè                | + 6"       |

### Etap 2
| Ejido - Lagunillas | górzysty | (101,8 km) |

| \| Klasyfikacja etapu \| Klasyfikacja etapu \| Klasyfikacja etapu \| Klasyfikacja etapu \| Klasyfikacja etapu \| \| Kolarz \| Kolarz \| Państwo \| Drużyna \| Czas \| \| ------------------ \| ------------------ \| ------------------ \| -------------------------------- \| ------------------ \| \| 1. \| Roniel Campos \| Wenezuela \| Deportivo Táchira - Super Ahorro \| 2h 20' 24" \| \| 2. \| Óscar Sevilla \| Hiszpania \| Medellín-EPM \| + 0" \| \| 3. \| Yorman Fuentes \| Wenezuela \| \| + 31" \| |                |           |                                  |            |
| |                |           |                                  |            |
| Źródło: ProCyclingStats |                |           |                                  |            |
| Klasyfikacja etapu |                |           |                                  |            |
| Kolarz | Kolarz         | Państwo   | Drużyna                          | Czas       |
| 1. | Roniel Campos  | Wenezuela | Deportivo Táchira - Super Ahorro | 2h 20' 24" |
| 2. | Óscar Sevilla  | Hiszpania | Medellín-EPM                     | + 0"       |
| 3. | Yorman Fuentes | Wenezuela |                                  | + 31"      |

| \| Klasyfikacja generalna \| Klasyfikacja generalna \| Klasyfikacja generalna \| Klasyfikacja generalna \| Klasyfikacja generalna \| \| Kolarz \| Kolarz \| Państwo \| Drużyna \| Czas \| \| ---------------------- \| ---------------------- \| ---------------------- \| -------------------------------- \| ---------------------- \| \| 1. \| Roniel Campos \| Wenezuela \| Deportivo Táchira - Super Ahorro \| 5h 11' 47" \| \| 2. \| Óscar Sevilla \| Hiszpania \| Medellín-EPM \| + 3" \| \| 3. \| Yorman Fuentes \| Wenezuela \| \| + 39" \| |                |           |                                  |            |
| |                |           |                                  |            |
| Źródło: ProCyclingStats |                |           |                                  |            |
| Klasyfikacja generalna |                |           |                                  |            |
| Kolarz | Kolarz         | Państwo   | Drużyna                          | Czas       |
| 1. | Roniel Campos  | Wenezuela | Deportivo Táchira - Super Ahorro | 5h 11' 47" |
| 2. | Óscar Sevilla  | Hiszpania | Medellín-EPM                     | + 3"       |
| 3. | Yorman Fuentes | Wenezuela |                                  | + 39"      |

### Etap 3
| Zea - La Grita | górski | (125,8 km) |

| \| Klasyfikacja etapu \| Klasyfikacja etapu \| Klasyfikacja etapu \| Klasyfikacja etapu \| Klasyfikacja etapu \| \| Kolarz \| Kolarz \| Państwo \| Drużyna \| Czas \| \| ------------------ \| ------------------ \| ------------------ \| -------------------------------- \| ------------------ \| \| 1. \| Roniel Campos \| Wenezuela \| Deportivo Táchira - Super Ahorro \| 3h 16' 43" \| \| 2. \| José Alarcón \| Wenezuela \| Deportivo Táchira - Super Ahorro \| + 6" \| \| 3. \| Óscar Sevilla \| Hiszpania \| Medellín-EPM \| + 18" \| |               |           |                                  |            |
| |               |           |                                  |            |
| Źródło: ProCyclingStats |               |           |                                  |            |
| Klasyfikacja etapu |               |           |                                  |            |
| Kolarz | Kolarz        | Państwo   | Drużyna                          | Czas       |
| 1. | Roniel Campos | Wenezuela | Deportivo Táchira - Super Ahorro | 3h 16' 43" |
| 2. | José Alarcón  | Wenezuela | Deportivo Táchira - Super Ahorro | + 6"       |
| 3. | Óscar Sevilla | Hiszpania | Medellín-EPM                     | + 18"      |

| \| Klasyfikacja generalna \| Klasyfikacja generalna \| Klasyfikacja generalna \| Klasyfikacja generalna \| Klasyfikacja generalna \| \| Kolarz \| Kolarz \| Państwo \| Drużyna \| Czas \| \| ---------------------- \| ---------------------- \| ---------------------- \| -------------------------------- \| ---------------------- \| \| 1. \| Roniel Campos \| Wenezuela \| Deportivo Táchira - Super Ahorro \| 8h 28' 20" \| \| 2. \| Óscar Sevilla \| Hiszpania \| Medellín-EPM \| + 27" \| \| 3. \| José Alarcón \| Wenezuela \| Deportivo Táchira - Super Ahorro \| + 2' 01" \| |               |           |                                  |            |
| |               |           |                                  |            |
| Źródło: ProCyclingStats |               |           |                                  |            |
| Klasyfikacja generalna |               |           |                                  |            |
| Kolarz | Kolarz        | Państwo   | Drużyna                          | Czas       |
| 1. | Roniel Campos | Wenezuela | Deportivo Táchira - Super Ahorro | 8h 28' 20" |
| 2. | Óscar Sevilla | Hiszpania | Medellín-EPM                     | + 27"      |
| 3. | José Alarcón  | Wenezuela | Deportivo Táchira - Super Ahorro | + 2' 01"   |

### Etap 4
| Táriba - San Cristóbal | jazda indywidualna na czas | (18,9 km) |

| \| Klasyfikacja etapu \| Klasyfikacja etapu \| Klasyfikacja etapu \| Klasyfikacja etapu \| Klasyfikacja etapu \| \| Kolarz \| Kolarz \| Państwo \| Drużyna \| Czas \| \| ------------------ \| ------------------ \| ------------------ \| -------------------------------- \| ------------------ \| \| 1. \| Óscar Sevilla \| Hiszpania \| Medellín-EPM \| 28' 29" \| \| 2. \| Walter Vargas \| Kolumbia \| Medellín-EPM \| + 10" \| \| 3. \| Carlos Gálviz \| Wenezuela \| Deportivo Táchira - Super Ahorro \| + 21" \| |               |           |                                  |         |
| |               |           |                                  |         |
| Źródło: ProCyclingStats |               |           |                                  |         |
| Klasyfikacja etapu |               |           |                                  |         |
| Kolarz | Kolarz        | Państwo   | Drużyna                          | Czas    |
| 1. | Óscar Sevilla | Hiszpania | Medellín-EPM                     | 28' 29" |
| 2. | Walter Vargas | Kolumbia  | Medellín-EPM                     | + 10"   |
| 3. | Carlos Gálviz | Wenezuela | Deportivo Táchira - Super Ahorro | + 21"   |

| \| Klasyfikacja generalna \| Klasyfikacja generalna \| Klasyfikacja generalna \| Klasyfikacja generalna \| Klasyfikacja generalna \| \| Kolarz \| Kolarz \| Państwo \| Drużyna \| Czas \| \| ---------------------- \| ---------------------- \| ---------------------- \| -------------------------------- \| ---------------------- \| \| 1. \| Óscar Sevilla \| Hiszpania \| Medellín-EPM \| 8h 57' 16" \| \| 2. \| Roniel Campos \| Wenezuela \| Deportivo Táchira - Super Ahorro \| + 1' 33" \| \| 3. \| Walter Vargas \| Kolumbia \| Medellín-EPM \| + 3' 05" \| |               |           |                                  |            |
| |               |           |                                  |            |
| Źródło: ProCyclingStats |               |           |                                  |            |
| Klasyfikacja generalna |               |           |                                  |            |
| Kolarz | Kolarz        | Państwo   | Drużyna                          | Czas       |
| 1. | Óscar Sevilla | Hiszpania | Medellín-EPM                     | 8h 57' 16" |
| 2. | Roniel Campos | Wenezuela | Deportivo Táchira - Super Ahorro | + 1' 33"   |
| 3. | Walter Vargas | Kolumbia  | Medellín-EPM                     | + 3' 05"   |

### Etap 5
| La Pedrera - Pregonero | górski | (147,9 km) |

| \| Klasyfikacja etapu \| Klasyfikacja etapu \| Klasyfikacja etapu \| Klasyfikacja etapu \| Klasyfikacja etapu \| \| Kolarz \| Kolarz \| Państwo \| Drużyna \| Czas \| \| ------------------ \| ------------------ \| ------------------ \| -------------------------------- \| ------------------ \| \| 1. \| Roniel Campos \| Wenezuela \| Deportivo Táchira - Super Ahorro \| 4h 13' 55" \| \| 2. \| Jhonatan Restrepo \| Kolumbia \| Androni Giocattoli-Sidermec \| + 3' 51" \| \| 3. \| Santiago Umba \| Kolumbia \| Androni Giocattoli-Sidermec \| + 3' 52" \| |                   |           |                                  |            |
| |                   |           |                                  |            |
| Źródło: ProCyclingStats |                   |           |                                  |            |
| Klasyfikacja etapu |                   |           |                                  |            |
| Kolarz | Kolarz            | Państwo   | Drużyna                          | Czas       |
| 1. | Roniel Campos     | Wenezuela | Deportivo Táchira - Super Ahorro | 4h 13' 55" |
| 2. | Jhonatan Restrepo | Kolumbia  | Androni Giocattoli-Sidermec      | + 3' 51"   |
| 3. | Santiago Umba     | Kolumbia  | Androni Giocattoli-Sidermec      | + 3' 52"   |

| \| Klasyfikacja generalna \| Klasyfikacja generalna \| Klasyfikacja generalna \| Klasyfikacja generalna \| Klasyfikacja generalna \| \| Kolarz \| Kolarz \| Państwo \| Drużyna \| Czas \| \| ---------------------- \| ---------------------- \| ---------------------- \| ----------------------------------- \| ---------------------- \| \| 1. \| Roniel Campos \| Wenezuela \| Deportivo Táchira - Super Ahorro \| 13h 12' 34" \| \| 2. \| Óscar Sevilla \| Hiszpania \| Medellín-EPM \| + 2' 31" \| \| 3. \| Danny Osorio \| Kolumbia \| Idea-Antioqueño-Lotería de Medellín \| + 6' 15" \| |               |           |                                     |             |
| |               |           |                                     |             |
| Źródło: ProCyclingStats |               |           |                                     |             |
| Klasyfikacja generalna |               |           |                                     |             |
| Kolarz | Kolarz        | Państwo   | Drużyna                             | Czas        |
| 1. | Roniel Campos | Wenezuela | Deportivo Táchira - Super Ahorro    | 13h 12' 34" |
| 2. | Óscar Sevilla | Hiszpania | Medellín-EPM                        | + 2' 31"    |
| 3. | Danny Osorio  | Kolumbia  | Idea-Antioqueño-Lotería de Medellín | + 6' 15"    |

### Etap 6
| Santo Domingo - Casa del Padre | górski | (148 km) |

| \| Klasyfikacja etapu \| Klasyfikacja etapu \| Klasyfikacja etapu \| Klasyfikacja etapu \| Klasyfikacja etapu \| \| Kolarz \| Kolarz \| Państwo \| Drużyna \| Czas \| \| ------------------ \| ------------------ \| ------------------ \| --------------------------- \| ------------------ \| \| 1. \| Anderson Paredes \| Wenezuela \| Best PC Ecuador \| 4h 13' 34" \| \| 2. \| Simon Pellaud \| Szwajcaria \| Androni Giocattoli-Sidermec \| + 43" \| \| 3. \| Alessandro Monaco \| Włochy \| Bardiani CSF Faizanè \| + 4' 39" \| |                   |            |                             |            |
| |                   |            |                             |            |
| Źródło: ProCyclingStats |                   |            |                             |            |
| Klasyfikacja etapu |                   |            |                             |            |
| Kolarz | Kolarz            | Państwo    | Drużyna                     | Czas       |
| 1. | Anderson Paredes  | Wenezuela  | Best PC Ecuador             | 4h 13' 34" |
| 2. | Simon Pellaud     | Szwajcaria | Androni Giocattoli-Sidermec | + 43"      |
| 3. | Alessandro Monaco | Włochy     | Bardiani CSF Faizanè        | + 4' 39"   |

| \| Klasyfikacja generalna \| Klasyfikacja generalna \| Klasyfikacja generalna \| Klasyfikacja generalna \| Klasyfikacja generalna \| \| Kolarz \| Kolarz \| Państwo \| Drużyna \| Czas \| \| ---------------------- \| ---------------------- \| ---------------------- \| ----------------------------------- \| ---------------------- \| \| 1. \| Roniel Campos \| Wenezuela \| Deportivo Táchira - Super Ahorro \| 17h 32' 13" \| \| 2. \| Óscar Sevilla \| Hiszpania \| Medellín-EPM \| + 2' 31" \| \| 3. \| Danny Osorio \| Kolumbia \| Idea-Antioqueño-Lotería de Medellín \| + 5' 48" \| |               |           |                                     |             |
| |               |           |                                     |             |
| Źródło: ProCyclingStats |               |           |                                     |             |
| Klasyfikacja generalna |               |           |                                     |             |
| Kolarz | Kolarz        | Państwo   | Drużyna                             | Czas        |
| 1. | Roniel Campos | Wenezuela | Deportivo Táchira - Super Ahorro    | 17h 32' 13" |
| 2. | Óscar Sevilla | Hiszpania | Medellín-EPM                        | + 2' 31"    |
| 3. | Danny Osorio  | Kolumbia  | Idea-Antioqueño-Lotería de Medellín | + 5' 48"    |

### Etap 7
| Bramon - Monumento Cristo Rey | górski | (125,9 km) |

| \| Klasyfikacja etapu \| Klasyfikacja etapu \| Klasyfikacja etapu \| Klasyfikacja etapu \| Klasyfikacja etapu \| \| Kolarz \| Kolarz \| Państwo \| Drużyna \| Czas \| \| ------------------ \| ------------------ \| ------------------ \| ----------------------------------- \| ------------------ \| \| 1. \| José Alarcón \| Wenezuela \| Deportivo Táchira - Super Ahorro \| 3h 40' 43" \| \| 2. \| Carlos Gálviz \| Wenezuela \| Deportivo Táchira - Super Ahorro \| + 34" \| \| 3. \| Danny Osorio \| Kolumbia \| Idea-Antioqueño-Lotería de Medellín \| + 47" \| |               |           |                                     |            |
| |               |           |                                     |            |
| Źródło: ProCyclingStats |               |           |                                     |            |
| Klasyfikacja etapu |               |           |                                     |            |
| Kolarz | Kolarz        | Państwo   | Drużyna                             | Czas       |
| 1. | José Alarcón  | Wenezuela | Deportivo Táchira - Super Ahorro    | 3h 40' 43" |
| 2. | Carlos Gálviz | Wenezuela | Deportivo Táchira - Super Ahorro    | + 34"      |
| 3. | Danny Osorio  | Kolumbia  | Idea-Antioqueño-Lotería de Medellín | + 47"      |

| \| Klasyfikacja generalna \| Klasyfikacja generalna \| Klasyfikacja generalna \| Klasyfikacja generalna \| Klasyfikacja generalna \| \| Kolarz \| Kolarz \| Państwo \| Drużyna \| Czas \| \| ---------------------- \| ---------------------- \| ---------------------- \| ----------------------------------- \| ---------------------- \| \| 1. \| Roniel Campos \| Wenezuela \| Deportivo Táchira - Super Ahorro \| 21h 13' 55" \| \| 2. \| Óscar Sevilla \| Hiszpania \| Medellín-EPM \| + 2' 31" \| \| 3. \| Danny Osorio \| Kolumbia \| Idea-Antioqueño-Lotería de Medellín \| + 5' 32" \| |               |           |                                     |             |
| |               |           |                                     |             |
| Źródło: ProCyclingStats |               |           |                                     |             |
| Klasyfikacja generalna |               |           |                                     |             |
| Kolarz | Kolarz        | Państwo   | Drużyna                             | Czas        |
| 1. | Roniel Campos | Wenezuela | Deportivo Táchira - Super Ahorro    | 21h 13' 55" |
| 2. | Óscar Sevilla | Hiszpania | Medellín-EPM                        | + 2' 31"    |
| 3. | Danny Osorio  | Kolumbia  | Idea-Antioqueño-Lotería de Medellín | + 5' 32"    |

### Etap 8
| San Cristóbal - San Cristóbal | górzysty | (99,5 km) |

| \| Klasyfikacja etapu \| Klasyfikacja etapu \| Klasyfikacja etapu \| Klasyfikacja etapu \| Klasyfikacja etapu \| \| Kolarz \| Kolarz \| Państwo \| Drużyna \| Czas \| \| ------------------ \| ------------------ \| ------------------ \| -------------------------------- \| ------------------ \| \| 1. \| Simon Pellaud \| Szwajcaria \| Androni Giocattoli-Sidermec \| 2h 21' 45" \| \| 2. \| Manuel Medina \| Wenezuela \| Deportivo Táchira - Super Ahorro \| + 13" \| \| 3. \| Juan José Ruiz \| Wenezuela \| \| + 13" \| |                |            |                                  |            |
| |                |            |                                  |            |
| Źródło: ProCyclingStats |                |            |                                  |            |
| Klasyfikacja etapu |                |            |                                  |            |
| Kolarz | Kolarz         | Państwo    | Drużyna                          | Czas       |
| 1. | Simon Pellaud  | Szwajcaria | Androni Giocattoli-Sidermec      | 2h 21' 45" |
| 2. | Manuel Medina  | Wenezuela  | Deportivo Táchira - Super Ahorro | + 13"      |
| 3. | Juan José Ruiz | Wenezuela  |                                  | + 13"      |

## Klasyfikacje

### Klasyfikacja generalna
| \| Klasyfikacja generalna \| Klasyfikacja generalna \| Klasyfikacja generalna \| Klasyfikacja generalna \| Klasyfikacja generalna \| \| Kolarz \| Kolarz \| Państwo \| Drużyna \| Czas \| \| ---------------------- \| ---------------------- \| ---------------------- \| ----------------------------------- \| ---------------------- \| \| 1. \| Roniel Campos \| Wenezuela \| Deportivo Táchira - Super Ahorro \| 23h 36' 14" \| \| 2. \| Óscar Sevilla \| Hiszpania \| Medellín-EPM \| + 2' 31" \| \| 3. \| Danny Osorio \| Kolumbia \| Idea-Antioqueño-Lotería de Medellín \| + 5' 32" \| \| 4. \| Santiago Umba \| Kolumbia \| Androni Giocattoli-Sidermec \| + 7' 35" \| \| 5. \| Daniel Muñoz \| Kolumbia \| Androni Giocattoli-Sidermec \| + 10' 41" \| \| 6. \| José Alarcón \| Wenezuela \| Deportivo Táchira - Super Ahorro \| + 11' 02" \| \| 7. \| Yorman Fuentes \| Wenezuela \| \| + 11' 45" \| \| 8. \| Yonathan Salinas \| Wenezuela \| Deportivo Táchira - Super Ahorro \| + 13' 11" \| \| 9. \| Manuel Medina \| Wenezuela \| Deportivo Táchira - Super Ahorro \| + 14' 15" \| \| 10. \| Sebastián Castaño \| Kolumbia \| Idea-Antioqueño-Lotería de Medellín \| + 16' 54" \| |                   |           |                                     |             |
| |                   |           |                                     |             |
| Źródło: ProCyclingStats |                   |           |                                     |             |
| Klasyfikacja generalna |                   |           |                                     |             |
| Kolarz | Kolarz            | Państwo   | Drużyna                             | Czas        |
| 1. | Roniel Campos     | Wenezuela | Deportivo Táchira - Super Ahorro    | 23h 36' 14" |
| 2. | Óscar Sevilla     | Hiszpania | Medellín-EPM                        | + 2' 31"    |
| 3. | Danny Osorio      | Kolumbia  | Idea-Antioqueño-Lotería de Medellín | + 5' 32"    |
| 4. | Santiago Umba     | Kolumbia  | Androni Giocattoli-Sidermec         | + 7' 35"    |
| 5. | Daniel Muñoz      | Kolumbia  | Androni Giocattoli-Sidermec         | + 10' 41"   |
| 6. | José Alarcón      | Wenezuela | Deportivo Táchira - Super Ahorro    | + 11' 02"   |
| 7. | Yorman Fuentes    | Wenezuela |                                     | + 11' 45"   |
| 8. | Yonathan Salinas  | Wenezuela | Deportivo Táchira - Super Ahorro    | + 13' 11"   |
| 9. | Manuel Medina     | Wenezuela | Deportivo Táchira - Super Ahorro    | + 14' 15"   |
| 10. | Sebastián Castaño | Kolumbia  | Idea-Antioqueño-Lotería de Medellín | + 16' 54"   |

| Klasyfikacja punktowa | Klasyfikacja punktowa | Klasyfikacja punktowa | Klasyfikacja punktowa               | Klasyfikacja punktowa |
| Kolarz                | Kolarz                | Państwo               | Drużyna                             | Punkty                |
| --------------------- | --------------------- | --------------------- | ----------------------------------- | --------------------- |
| 1.                    | Roniel Campos         | Wenezuela             | Deportivo Táchira - Super Ahorro    | 60 pkt                |
| 2.                    | Óscar Sevilla         | Hiszpania             | Medellín-EPM                        | 59 pkt                |
| 3.                    | Simon Pellaud         | Szwajcaria            | Androni Giocattoli-Sidermec         | 53 pkt                |
| 4.                    | José Alarcón          | Wenezuela             | Deportivo Táchira - Super Ahorro    | 48 pkt                |
| 5.                    | Danny Osorio          | Kolumbia              | Idea-Antioqueño-Lotería de Medellín | 39 pkt                |
| 6.                    | Carlos Gálviz         | Wenezuela             | Deportivo Táchira - Super Ahorro    | 32 pkt                |
| 7.                    | Manuel Medina         | Wenezuela             | Deportivo Táchira - Super Ahorro    | 31 pkt                |
| 8.                    | Santiago Umba         | Kolumbia              | Androni Giocattoli-Sidermec         | 30 pkt                |
| 9.                    | Anderson Paredes      | Wenezuela             | Best PC Ecuador                     | 28 pkt                |
| 10.                   | Jhonatan Restrepo     | Kolumbia              | Androni Giocattoli-Sidermec         | 28 pkt                |

| Klasyfikacja punktowa | Klasyfikacja punktowa | Klasyfikacja punktowa | Klasyfikacja punktowa               | Klasyfikacja punktowa |
| Kolarz                | Kolarz                | Państwo               | Drużyna                             | Punkty                |
| --------------------- | --------------------- | --------------------- | ----------------------------------- | --------------------- |
| 1.                    | Roniel Campos         | Wenezuela             | Deportivo Táchira - Super Ahorro    | 60 pkt                |
| 2.                    | Óscar Sevilla         | Hiszpania             | Medellín-EPM                        | 59 pkt                |
| 3.                    | Simon Pellaud         | Szwajcaria            | Androni Giocattoli-Sidermec         | 53 pkt                |
| 4.                    | José Alarcón          | Wenezuela             | Deportivo Táchira - Super Ahorro    | 48 pkt                |
| 5.                    | Danny Osorio          | Kolumbia              | Idea-Antioqueño-Lotería de Medellín | 39 pkt                |
| 6.                    | Carlos Gálviz         | Wenezuela             | Deportivo Táchira - Super Ahorro    | 32 pkt                |
| 7.                    | Manuel Medina         | Wenezuela             | Deportivo Táchira - Super Ahorro    | 31 pkt                |
| 8.                    | Santiago Umba         | Kolumbia              | Androni Giocattoli-Sidermec         | 30 pkt                |
| 9.                    | Anderson Paredes      | Wenezuela             | Best PC Ecuador                     | 28 pkt                |
| 10.                   | Jhonatan Restrepo     | Kolumbia              | Androni Giocattoli-Sidermec         | 28 pkt                |

| Klasyfikacja górska | Klasyfikacja górska | Klasyfikacja górska | Klasyfikacja górska                 | Klasyfikacja górska |
| Kolarz              | Kolarz              | Państwo             | Drużyna                             | Punkty              |
| ------------------- | ------------------- | ------------------- | ----------------------------------- | ------------------- |
| 1.                  | Anderson Paredes    | Wenezuela           | Best PC Ecuador                     | 28 pkt              |
| 2.                  | José Alarcón        | Wenezuela           | Deportivo Táchira - Super Ahorro    | 21 pkt              |
| 3.                  | Roniel Campos       | Wenezuela           | Deportivo Táchira - Super Ahorro    | 19 pkt              |
| 4.                  | Carlos Gálviz       | Wenezuela           | Deportivo Táchira - Super Ahorro    | 14 pkt              |
| 5.                  | Simon Pellaud       | Szwajcaria          | Androni Giocattoli-Sidermec         | 12 pkt              |
| 6.                  | Jorge Abreu         | Wenezuela           | Venezuela País de Futuro-Fina Arroz | 11 pkt              |
| 7.                  | Óscar Sevilla       | Hiszpania           | Medellín-EPM                        | 7 pkt               |
| 8.                  | Manuel Medina       | Wenezuela           | Deportivo Táchira - Super Ahorro    | 7 pkt               |
| 9.                  | Danny Osorio        | Kolumbia            | Idea-Antioqueño-Lotería de Medellín | 6 pkt               |
| 10.                 | Jhonatan Restrepo   | Kolumbia            | Androni Giocattoli-Sidermec         | 6 pkt               |

| Klasyfikacja górska | Klasyfikacja górska | Klasyfikacja górska | Klasyfikacja górska                 | Klasyfikacja górska |
| Kolarz              | Kolarz              | Państwo             | Drużyna                             | Punkty              |
| ------------------- | ------------------- | ------------------- | ----------------------------------- | ------------------- |
| 1.                  | Anderson Paredes    | Wenezuela           | Best PC Ecuador                     | 28 pkt              |
| 2.                  | José Alarcón        | Wenezuela           | Deportivo Táchira - Super Ahorro    | 21 pkt              |
| 3.                  | Roniel Campos       | Wenezuela           | Deportivo Táchira - Super Ahorro    | 19 pkt              |
| 4.                  | Carlos Gálviz       | Wenezuela           | Deportivo Táchira - Super Ahorro    | 14 pkt              |
| 5.                  | Simon Pellaud       | Szwajcaria          | Androni Giocattoli-Sidermec         | 12 pkt              |
| 6.                  | Jorge Abreu         | Wenezuela           | Venezuela País de Futuro-Fina Arroz | 11 pkt              |
| 7.                  | Óscar Sevilla       | Hiszpania           | Medellín-EPM                        | 7 pkt               |
| 8.                  | Manuel Medina       | Wenezuela           | Deportivo Táchira - Super Ahorro    | 7 pkt               |
| 9.                  | Danny Osorio        | Kolumbia            | Idea-Antioqueño-Lotería de Medellín | 6 pkt               |
| 10.                 | Jhonatan Restrepo   | Kolumbia            | Androni Giocattoli-Sidermec         | 6 pkt               |

| Klasyfikacja młodzieżowa | Klasyfikacja młodzieżowa | Klasyfikacja młodzieżowa | Klasyfikacja młodzieżowa    | Klasyfikacja młodzieżowa |
| Kolarz                   | Kolarz                   | Państwo                  | Drużyna                     | Czas                     |
| ------------------------ | ------------------------ | ------------------------ | --------------------------- | ------------------------ |
| 1.                       | Santiago Umba            | Kolumbia                 | Androni Giocattoli-Sidermec | 23h 43' 49"              |
| 2.                       | Darwin Contreras         | Wenezuela                |                             | + 24"                    |

| Klasyfikacja młodzieżowa | Klasyfikacja młodzieżowa | Klasyfikacja młodzieżowa | Klasyfikacja młodzieżowa    | Klasyfikacja młodzieżowa |
| Kolarz                   | Kolarz                   | Państwo                  | Drużyna                     | Czas                     |
| ------------------------ | ------------------------ | ------------------------ | --------------------------- | ------------------------ |
| 1.                       | Santiago Umba            | Kolumbia                 | Androni Giocattoli-Sidermec | 23h 43' 49"              |
| 2.                       | Darwin Contreras         | Wenezuela                |                             | + 24"                    |

| Klasyfikacja drużynowa | Klasyfikacja drużynowa           | Klasyfikacja drużynowa | Klasyfikacja drużynowa |
| Drużyna                | Drużyna                          | Państwo                | Czas                   |
| ---------------------- | -------------------------------- | ---------------------- | ---------------------- |
| 1.                     | Team Atlético Venezuela          | Wenezuela              | 71h 15' 11"            |
| 2.                     | Androni Giocattoli-Sidermec      | Włochy                 | + 1' 41"               |
| 3.                     | Deportivo Táchira - Super Ahorro | Wenezuela              | + 19' 30"              |

| Klasyfikacja drużynowa | Klasyfikacja drużynowa           | Klasyfikacja drużynowa | Klasyfikacja drużynowa |
| Drużyna                | Drużyna                          | Państwo                | Czas                   |
| ---------------------- | -------------------------------- | ---------------------- | ---------------------- |
| 1.                     | Team Atlético Venezuela          | Wenezuela              | 71h 15' 11"            |
| 2.                     | Androni Giocattoli-Sidermec      | Włochy                 | + 1' 41"               |
| 3.                     | Deportivo Táchira - Super Ahorro | Wenezuela              | + 19' 30"              |